# Фонтерутоли (Сијена)
Фонтерутоли је насеље у Италији у округу Сијена, региону Тоскана.
Према процени из 2011. у насељу је живело 80 становника. Насеље се налази на надморској висини од 511 м.